# Kevin Toppenberg
Kevin Toppenberg (Willemstad, 2 augustus 2003) is een Nederland-Curaçaose voetballer die doorgaans speelt als linksbuiten, maar ook inzetbaar is als aanvallende middenvelder.

## Spelersloopbaan
Toppenberg speelde in de jeugdopleiding van achtereenvolgens Achilles '29, Quick 1888, N.E.C. en SV Orion alvorens hij in 2022 de overstap maakte naar De Treffers. Een jaar later liet trainer Lee-Roy Echteld hem daar debuteren in het eerste elftal. Op 3 september 2022 kwam hij tijdens een met 1-3 gewonnen uitwedstrijd bij IJsselmeervogels in blessuretijd in het veld als vervanger van Coen Maertzdorf. In 2022/23 speelde hij 20 competitiewedstrijden voor de tweededivisionist waarin hij eenmaal scoorde, op 22 november 2022 tijdens een met 2-1 gewonnen thuiswedstrijd tegen Quick Boys. Na afloop van dat seizoen maakte Toppenberg de overstap naar de O21 van VVV-Venlo. In het seizoen 2023/24 kwam hij daar ook bij het eerste elftal in actie tijdens een drietal oefenwedstrijden, maar tot een officieel competitiedebuut kwam het niet. In de zomer van 2024 sloot Toppenberg tijdens de voorbereiding op het nieuwe seizoen als proefspeler aan bij Jong AZ dat onder leiding staat van Lee-Roy Echteld, zijn voormalige trainer bij De Treffers. Op 7 augustus 2024 tekende hij daar een verbintenis tot medio 2026, met een optie tot verlenging voor een jaar. Vijf dagen later maakte de vleugelspeler zijn debuut namens Jong AZ, tijdens een met 6-1 gewonnen thuiswedstrijd tegen Roda JC Kerkrade, als invaller in de 78e minuut voor Ruben van Bommel.

### Clubstatistieken
| 2022/23                                | De Treffers | Tweede divisie | 20 | 1 | 2 | 0 | — | — | 22 | 1 |
| 2023/24                                | VVV-Venlo   | Eerste divisie | 0  | 0 | 0 | 0 | — | — | 0  | 0 |
| 2024/25                                | Jong AZ     | Eerste divisie | 1  | 0 | 0 | 0 | — | — | 0  | 1 |
| Totaal                                 | Totaal      | Totaal         | 21 | 1 | 2 | 0 | 0 | 0 | 23 | 1 |
| Bijgewerkt tot en met 14 augustus 2024 |             |                |    |   |   |   |   |   |    |   |